# 宮﨑将
宮﨑 将（みやざき まさる、1983年〈昭和58年〉6月9日 - ）は、日本の元俳優、実業家。東京都出身。元ヒラタオフィス所属。身長175cm、血液型O型。実妹は女優の宮﨑あおい。義弟は元V6のメンバーで俳優の岡田准一。

## 人物
女優の宮﨑あおいは実妹。妹とは映画『EUREKA（ユリイカ）』『理由』『初恋』で兄妹役で共演している。妹との共作である著書「たりないピース」によると、妹からは名前で呼ばれており、ヒラタオフィスに在籍していた時のマネージャーは妹の担当と同じ人物だった。
趣味はハンドボール、バスケットボール。
2010年（平成22年）、映画『ケンタとジュンとカヨちゃんの国』で第25回高崎映画祭最優秀助演男優賞を受賞した。
役者としては、自分より妹の方が優れていると思っている発言をしたことがある。
2015年6月頃にヒラタオフィスを退所し、同年以降、俳優としての活動は見られない。
2009年3月設立のメンズファッション通販専門店「CAMBIO」にて、代表取締役を務める。

## 出演

### 映画
- EUREKA（ユリイカ）（2001年1月20日公開）主演・田村直樹役
- チェーン CHAIN（2003年7月19日公開）吉岡秀幸役
- 理由（2004年12月18日公開）石田直己役
  - 同年4月29日にWOWOWで放送されたものと同じもの
- 世界の中心で、愛をさけぶ（2004年5月8日公開）川野役
- トーリ『第2話 心の刀』（2004年3月31日発売、オリジナルDVD）主演・侍役
- 天使が降りた日『第5話 Diaries』（2005年3月5日公開）青年役
- 初恋（2006年6月10日公開）亮役
- 私は猫ストーカー（2009年7月4日公開）
- ケンタとジュンとカヨちゃんの国 （2010年6月12日公開）カズ役
- ゲゲゲの女房（2010年秋公開）安井庄治役
- 吉祥寺の朝日奈くん（2011年）飲み屋の客 役
- NINIFUNI（2012年）主演・田中 役[3]
- 楽隊のうさぎ（2013年12月14日、太秦 / シネマ・シンジケート）
- 正しく生きる（2015年）[4]

### テレビドラマ
- 淀川長治物語 神戸編 -サイナラ- （1999年11月7日、テレビ朝日）淀川敏治役
- それぞれの断崖（2000年4 - 6月、テレビ東京）八巻満役
- 告別 -長距離電話より- （2001年7月14日、NHK BS1）小坂勇一（青年時代）役

日本映画撮影監督協会撮影賞（JSC賞）受賞
- shin-D Ryo（2001年2月、日本テレビ）浅井慎司役
- 恋する日曜日（ファーストシリーズ）『夢で逢えたら』（2003年5月18日、BS-i）主演・マコト役
- ヤンキー母校に帰る（2003年10月 - 12月、TBS）東海林稔役
- 理由（2004年4月29日、WOWOW）石田直己役
- こちら本池上署（第4シリーズ）（2004年10月 - 12月、TBS）第4話出演・内海陽介役
- DRAMA COMPLEX 理由（日テレヴァージョン）（2005年11月8日、日本テレビ）石田直己役
- 父に奏でるメロディー（2005年11月30日、NHK BShi）井上健太役
- DRAMA COMPLEX ブラックウィドー未亡人（2005年12月6日、日本テレビ）
- NHK朝の連続テレビ小説「芋たこなんきん」（2006年 - 2007年、NHK） 信次役
- 風の来た道（2007年1月6日、NHK）
- 黒い春（2007年3月21日、WOWOW）三和島篤郎役
- 陽炎の辻〜居眠り磐音 江戸双紙〜（2007年9月13日、NHK）第7話・数馬役
- まほろ駅前番外地（2013年2月8日、テレビ東京）第5話・劇中ドラマ御曹司役
- ドラマW「かなたの子」（2013年12月、WOWOW）岩渕啓吾役

### PV
- RAG FAIR「ラブラブなカップル フリフリでチュー」（2002年1月）
- aiko「蝶々結び」（2003年4月）
- ユンナ「ゆびきり」（2004年10月）
- BoA「Winter Love」（2006年11月）
- ASIAN KUNG-FU GENERATION「アフターダーク」（2007年11月）

### 本
- 宮﨑あおい&宮﨑将 たりないピース - 妹との共作
- Love,Peace & Green たりないピース2 - 妹との共作